# Josef Dostál (piragüista)
Josef Dostál (Praga, 3 de marzo de 1993) es un deportista checo que compite en piragüismo en la modalidad de aguas tranquilas.
Participó en cuatro Juegos Olímpicos de Verano, obteniendo en total cinco medallas, plata y bronce en Río de Janeiro 2016, bronce en Londres 2012, bronce en Tokio 2020 y oro en París 2024.
Ganó trece medallas en el Campeonato Mundial de Piragüismo entre los años 2013 y 2024, y siete medallas en el Campeonato Europeo de Piragüismo entre los años 2012 y 2025.

## Palmarés internacional
| Juegos Olímpicos   | Juegos Olímpicos            | Juegos Olímpicos  | Juegos Olímpicos |
| Año                | Lugar                       | Medalla           | Competición      |
| ------------------ | --------------------------- | ----------------- | ---------------- |
| 2012               | Londres (Reino Unido)       | Medalla de bronce | K4 1000 m        |
| 2016               | Río de Janeiro (Brasil)     | Medalla de plata  | K1 1000 m        |
| 2016               | Río de Janeiro (Brasil)     | Medalla de bronce | K4 1000 m        |
| 2020               | Tokio (Japón)               | Medalla de bronce | K2 1000 m        |
| 2024               | París (Francia)             | Medalla de oro    | K1 1000 m        |
| Campeonato Mundial |                             |                   |                  |
| Año                | Lugar                       | Medalla           | Competición      |
| 2013               | Duisburgo (Alemania)        | Medalla de plata  | K4 1000 m        |
| 2014               | Moscú (Rusia)               | Medalla de oro    | K1 1000 m        |
| 2014               | Moscú (Rusia)               | Medalla de oro    | K4 1000 m        |
| 2015               | Milán (Italia)              | Medalla de plata  | K1 1000 m        |
| 2015               | Milán (Italia)              | Medalla de bronce | K4 1000 m        |
| 2017               | Račice (República Checa)    | Medalla de oro    | K1 500 m         |
| 2017               | Račice (República Checa)    | Medalla de bronce | K1 1000 m        |
| 2018               | Montemor-o-Velho (Portugal) | Medalla de oro    | K1 500 m         |
| 2018               | Montemor-o-Velho (Portugal) | Medalla de bronce | K1 1000 m        |
| 2019               | Szeged (Hungría)            | Medalla de plata  | K1 1000 m        |
| 2022               | Halifax (Canadá)            | Medalla de oro    | K1 500 m         |
| 2024               | Samarcanda (Uzbekistán)     | Medalla de oro    | K1 500 m         |
| 2024               | Samarcanda (Uzbekistán)     | Medalla de bronce | K2 500 m mixto   |
| Campeonato Europeo |                             |                   |                  |
| Año                | Lugar                       | Medalla           | Competición      |
| 2012               | Zagreb (Croacia)            | Medalla de plata  | K1 500 m         |
| 2013               | Montemor-o-Velho (Portugal) | Medalla de oro    | K4 1000 m        |
| 2013               | Montemor-o-Velho (Portugal) | Medalla de bronce | K1 1000 m        |
| 2014               | Brandeburgo (Alemania)      | Medalla de oro    | K4 1000 m        |
| 2015               | Račice (República Checa)    | Medalla de oro    | K4 1000 m        |
| 2018               | Belgrado (Serbia)           | Medalla de oro    | K1 500 m         |
| 2025               | Račice (República Checa)    | Medalla de bronce | K1 500 m         |